# This Is Acting
This Is Acting er det syvende studiealbum udgivet af den australske singer-songwriter Sia. Det blev udgivet den 29. januar, 2016 af Inertia, Monkey Puzzle og RCA. Størstedelen af albummet er elektropopsange, influeret af soul. Albummet er komponeret af sange skrevet af Sia, men som blev afvist af andre artiseter, såsom Adele, Rihanna og Katy Perry. "Alive", albummets første sang til at blive udgivet, blev udgivet den 24. september, 2015. Albummets næste sang var "Cheap Thrills", som blev udgivet den 11 februar, 2016. Cheap Thrills remix havde vokaler sunget af Sean Paul.